# Ghiacciaio Poznan
Il ghiacciaio Poznan è un ghiacciaio situato sull'Isola di re Giorgio, nelle Isole Shetland Meridionali, a nord del termine della Penisola Antartica. Il ghiacciaio si trova in particolare nelle montagne di Arctowski, nella parte centro-orientale della costa meridionale dell'isola, partendo dalle quali fluisce verso sud, scorrendo tra il picco Rea, a ovest, e il monte Hopeful, a est, fino a entrare nella baia di re Giorgio.

## Storia
Il ghiacciaio Poznan è stato avvistato durante la spedizione francese in Antartide svoltasi dal 1908 al 1910 al comando di Jean-Baptiste Charcot, ed è stato così battezzato dai partecipanti a una spedizione polacca di ricerca antartica svoltasi nel 1981, in onore di della città polacca di Poznań.